# 戈登 (加利福尼亞州)
戈登（英語：Gordon）是位於美國加利福尼亞州弗雷斯諾縣的一個非建制地區。該地的面積和人口皆未知。

## 地理
戈登的座標為36°53′46″N 119°43′48″W / 36.89611°N 119.73000°W，而該地的平均海拔高度為120米（即394英尺）。